# Stazione di Funaoka (Miyagi)
La stazione di Funaoka (船岡駅?, Funaoka-eki) è una stazione ferroviaria situata della cittadina di Shibata, nella prefettura di Miyagi, in Giappone, ed è servita dalla linea principale Tōhoku regionale della JR East.

## Servizi ferroviari
East Japan Railway Company
■ Linea principale Tōhoku (servizi regionali)

## Struttura
La stazione è dotata di due marciapiedi laterali con due binari passanti in superficie, collegati da un sovrappassaggio. Supporta la bigliettazione elettronica Suica. È presente una biglietteria a sportello aperta dalle 6:30 alle 20:30.
| 1 | ■ Linea principale Tōhoku | per Shiroishi, Fukushima e Kōriyama |
| 2 | ■ Linea principale Tōhoku | per Iwanuma, Natori e Sendai        |

## Stazioni adiacenti
| «                       | Servizio                 | »                       |
| Linea principale Tōhoku | Linea principale Tōhoku  | Linea principale Tōhoku |
| ----------------------- | ------------------------ | ----------------------- |
| Ōgawara                 | Locale Sendai City Rapid | Tsukinoki               |